# Mercy Lewis

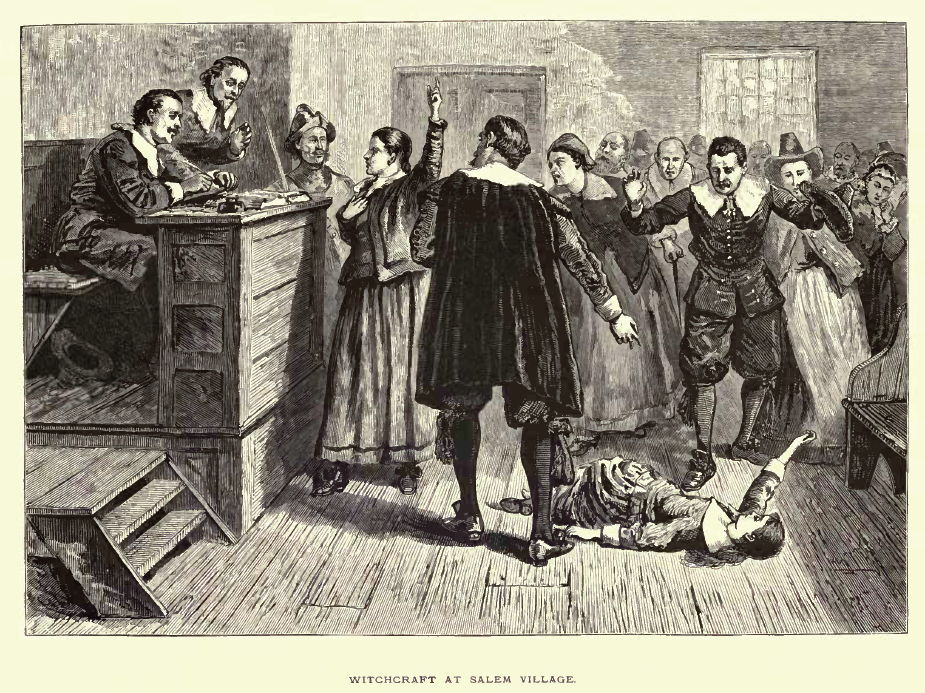
Ilustración de 1876 de la sala; la figura central es generalmente identificada como Mary Walcott

Mercy Lewis (ca Falmouth, Maine; 1674 o 1675-17??) fue hija de Philip Lewis y Mary (Cass) Lewis. El 30 de septiembre de 1689 en un ataque, los indios mataron a sus abuelos, tías, tíos y la mayoría de sus primos; como resultado, Mercy, de 14 años fue colocada como sirvienta en la casa del Reverendo George Burroughs. Para 1691 se había mudado a Salem, Massachusetts, con una hermana casada; convirtiéndose en sirvienta de la casa de Thomas Putnam.

## Juicios de Salem
Lewis jugó un papel crucial durante las acusaciones de los juicios de brujas de Salem en 1692, cuando 20 personas fueron ejecutadas por brujería, incluyendo a su antiguo maestro George Burroughs.
Como miembro del hogar Putnam, Mercy se convirtió en amiga de Ann Putnam, y su prima Mary Walcott. Las acusaciones de Putnam y Walcott pudieron ayudar a lanzar la histeria sobre las brujas. A principios de abril de 1692, Lewis afirmó que Satanás se le había aparecido, ofreciéndole "oro y muchas cosas buenas" si escribiera en su libro; Poco después, Satanás se le apareció en la forma de Burroughs, ante quien relató que "me llevó a un monte muy alto y me mostró todos los reinos de la tierra, y me dijo que me los daría todos si quisiera escribir en su libro". Lewis también acusó a Mary Eastey, la hermana de Rebecca Nurse, que sería juzgada y ahorcada. Otros acusados por Lewis incluyen a Martha Corey, Giles Corey, Bridget Bishop, Susan Martin, John Willard, y Sarah Wildes.
Lewis misma fue objeto de acusaciones. Ann Putnam, Jr., dijo que ella había visto la aparición de Lewis, aunque ella dijo que no le había hecho daño. Después de los juicios, Mercy se mudó a Boston para vivir con su tía. Allí dio a luz un hijo ilegítimo. Para 1701 se casó, en Boston, Massachusetts.

## Ficción
Mercy Lewis es uno de los personajes destacados en el libro de Arthur Miller, El Crisol y sus dos adaptaciones cinematográficas. También es un personaje de la serie de TV Salem, interpretada por Elise Eberle.[cita requerida]